# 聖弗蘭西斯科德拉巴斯
聖弗蘭西斯科德拉巴斯（西班牙語：San Francisco de la Paz），是洪都拉斯的城鎮，位於該國西部，由奧科特佩克省負責管轄，始建於1889年，面積533.70平方公里，海拔高度684米，2001年人口15,520，人口密度每平方公里29.08人。
14°54′N 86°12′W / 14.900°N 86.200°W